# Joachim-François Philibert Julien de Feisthamel

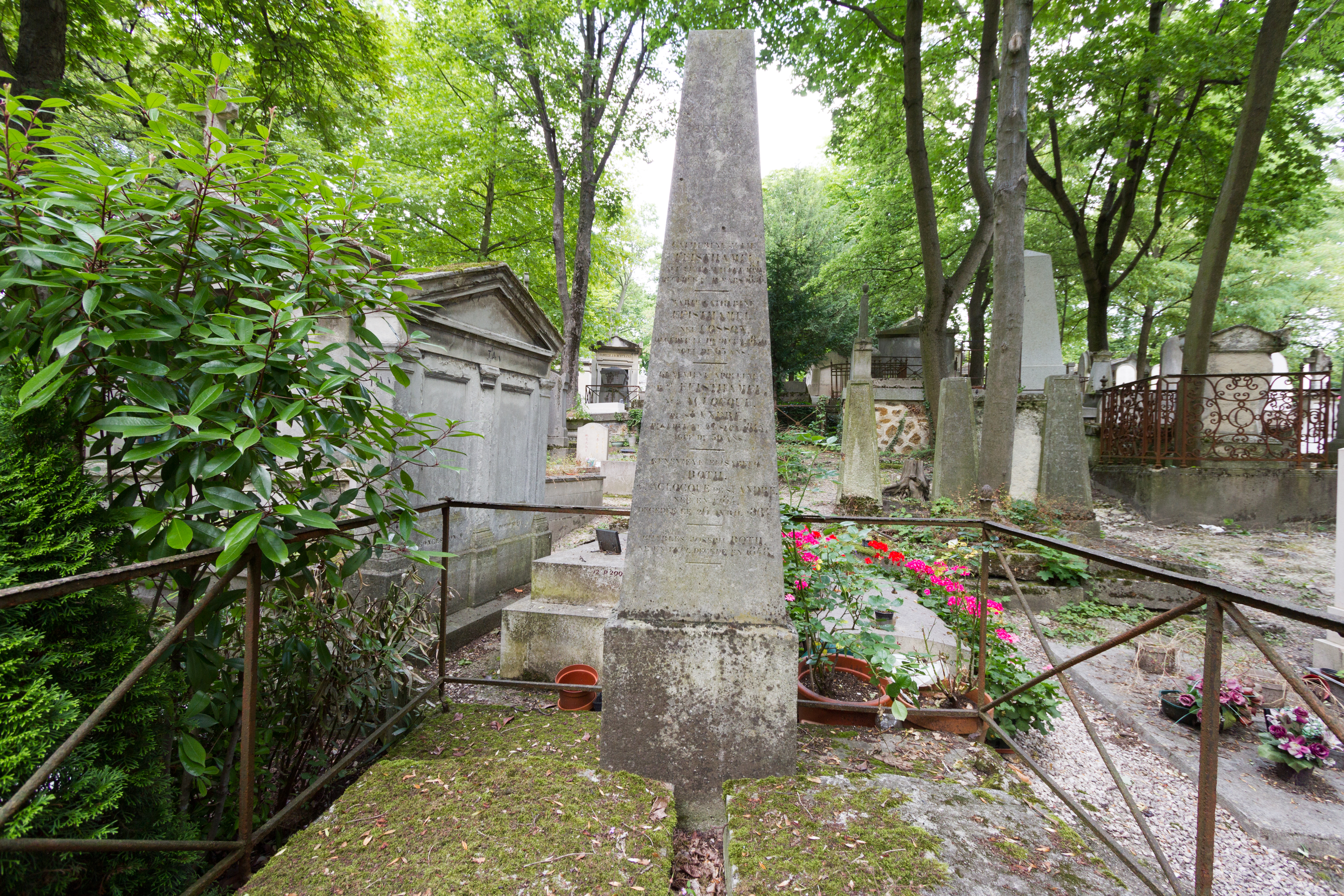
Tomba de Feisthamel al cementiri de Père-Lachaise.

Joachim-François Philibert Julien, baró de Feisthamel, (1791 - 1851) fou un militar i entomòleg francès.
Va ser mariscal de camp, comandant del departament del Somme i Comandant de la Legió d'Honor.
Com entomòleg es va especialitzar en la lepidopterologia i va ser membre de la Societat Entomològica de França. Va fer treballs de recerca per la provincia de Barcelona, col·laborant amb Marià de la Pau Graells.
La papallona Iphiclides feisthamelii va ser nomenada en el seu honor.